# Авто-ребеджинг
Ребеджинг, или «бейдж-инжиниринг»[уточнить] — производство одной и той же компанией или корпорацией продукции под разными торговыми марками, но идентичными или мало различающимися по своим потребительским свойствам.
Термин «ребеджинг» происходит от английского слова бедж — эмблема. Обычно ребеджинг заключается в продаже продукции с торговой маркой с условно более низким потребительским рейтингом под торговой маркой с более высоким потребительским рейтингом. При этом в продукцию могут вноситься изменения, как чисто внешние, косметические, так и более глубокие, улучшающие основные потребительские характеристики.
Как правило, для ребеджинга используются или приобретаются права на использование торговых марок и эмблем продукции фирм, которые некогда успешно себя зарекомендовали, но прекратили свое существование по той или иной причине, как например, банкротства, смерти основателей или слияния компаний.

## Цели ребеджинга
Увеличение продажОдной из целей ребеджинга является увеличение продаж путём реализации под торговой маркой, имеющей более высокую привлекательность для покупателя. Одновременно с этим может быть повышена и цена, как правило, без значительного увеличения стоимости.
Имитация производстваРебеджинг может использоваться для имитации развития производства или имитации производства вообще. Как правило, используется для отчётности перед контролирующими организациями, сокрытия неудач управления производством, а также для сокрытия хищений.
Продолжение существования торговой маркиПодобный тип может использоваться при банкротстве, слиянии, а также "воскрешении" некогда существовавших торговых марок.
Как предельный вариант производственной кооперации (аутсорсинга)В любом производстве могут применяться компоненты сторонних производителей, но компания может отдать производство устаревающих моделей целиком сторонним производителям, высвобождая ресурсы на освоение новых перспективных моделей.
Производство по лицензииПроизводство по лицензии является обоснованным видом ребеджинга, поскольку не подразумевает введения в заблуждение потребителя, а все патенты и правовые аспекты соблюдены.
Обход международных санкцийВ этом случае ребеджинга, наоборот, происходит замена торговой марки на менее известную, как правило, это торговая марка, известная в стране, которая находится под ограничениями. В этом случае возможна также продажа без какой-либо торговой марки вообще.

## Вавтомобильной индустрии

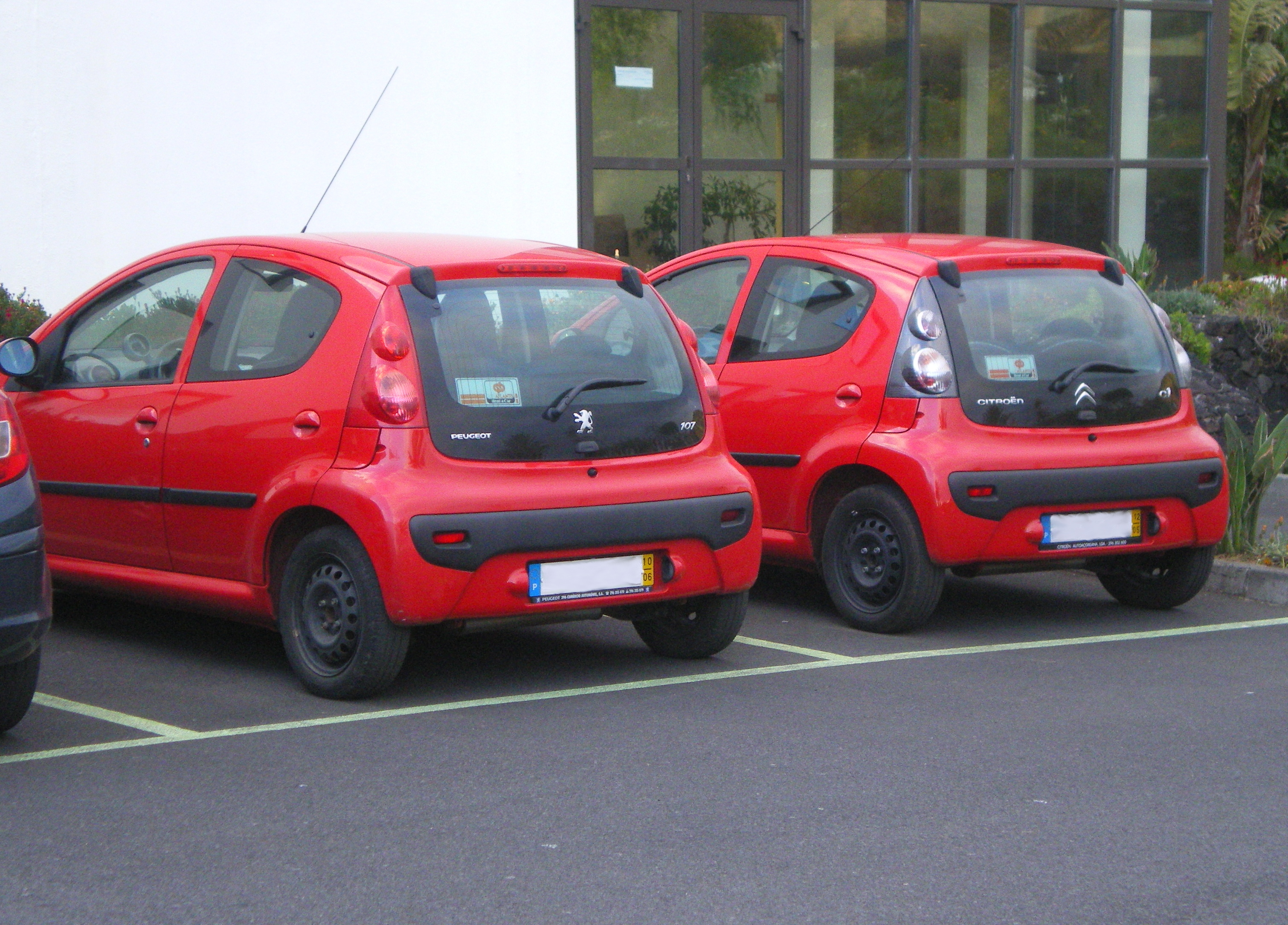
Peugeot 107 и Citroën C1 с технической точки зрения являются одним и тем же

Авто-ребеджинг может быть частью стратегии «автомобильная платформа», которая применяется для производства разных моделей определенной марки автомобилей, например, использование единой технической платформы для производства седана, универсала, минивэна и даже внедорожника и спортивного автомобиля.
Также, из-за высокой стоимости проектирования и разработки совершенно новой модели или создания нового бренда (на приемку которого может уйти много лет) зачастую гораздо рентабельнее несколько раз провести ребеджинг продукта.
Наиболее полно понятие ребеджинга отражает производство одной и той же компанией или корпорацией различных марок автомобилей при том, что их двигатели, ходовая часть, узлы и агрегаты, и даже зачастую кузов совершенно идентичны, а различия состоят всего лишь в дизайне радиаторной решетки, фар, деталей салона, эмблемы и других незначительных изменениях.
Наиболее известные примеры:
- В 1971 году компания Rolls-Royce Limited была объявлена банкротом, но с помощью британского правительства производство автомобилей было передано компании Bentley Motors. В 1998 году компания в свою очередь была продана компании BMW. Таким образом, автомобили Rolls-Royce, разработанные в период 1971-1998 годов, являлись ребеджингом автомобилей Bentley (и наоборот), и представляли по сути их более богатые комплектации.
- Автомобили марки Chrysler.
- В 1928 году компания  Dodge  была продана Chrysler Motors. Также компания Chrysler владеет торговой маркой Plymouth. В период кризиса компании, начавшийся с начала 1980-х годов, под этими тремя торговыми марками часто продавались по сути одни и те же автомобили, различавшиеся в основном деталями салона и экстерьера, а также продавались автомобили Mitsubishi.